# Votations fédérales de 2010 en Suisse
Six votations fédérales ont été organisées en 2010 en Suisse.

## Mois de mars
Le 7 mars 2010, trois objets sont soumis à la votation : une initiative populaire et deux référendums.
1. L'Initiative populaire « Contre les mauvais traitements envers les animaux et pour une meilleure protection juridique de ces derniers » (Initiative pour l’institution d’un avocat de la protection des animaux)
  - L'initiative propose d'ajouter deux alinéa à l'article 80 de la Constitution fédérale définissant les animaux comme des « êtres vivants doués de sensations » et prévoyant, en cas de procédure pénale concernant des mauvais traitements infligés à des animaux, l'intervention d'un avocat de la protection des animaux.
2. Un référendum portant sur la création d'un article constitutionnel concernant la recherche sur l’être humain
  - Le nouvel article constitutionnel vise à créer la base permettant à la Confédération d’harmoniser la réglementation concernant la recherche sur l’être humain.
3. Un référendum portant sur la modification de la loi fédérale sur la prévoyance professionnelle vieillesse, survivants et invalidité (LPP) (Taux de conversion minimal)[1]
  - Le taux de conversion minimal est utilisé pour calculer les rentes des caisses de pensions. Le projet de loi prévoit de fixer ce taux à 6,4 % pour les nouvelles rentes à l’horizon 2016 afin de garantir la stabilité financière du 2 pilier[1].

### Résultats
| Question                            | Pour      | Pour  | Contre    | Contre | Invalide/ blanc | Total     | Inscrits  | Partici- pation | Cantons pour | Cantons pour | Cantons contre | Cantons contre | Résultat |
| Question                            | Votes     | %     | Votes     | %      | Invalide/ blanc | Total     | Inscrits  | Partici- pation | Entiers      | Demi         | Entiers        | Demi           | Résultat |
| ----------------------------------- | --------- | ----- | --------- | ------ | --------------- | --------- | --------- | --------------- | ------------ | ------------ | -------------- | -------------- | -------- |
| Protection des animaux              | 671,731   | 29.50 | 1,605,141 | 70.50  | 37,618          | 2,314,490 | 5,051,169 | 45.82           | 20           | 6            | 0              | 0              | Rejetée  |
| Recherche sur l’être humain         | 1,708,488 | 77,21 | 504,167   | 22,79  | 84,893          | 2,297,548 | 5,051,169 | 45,49           | 0            | 0            | 20             | 6              | Acceptée |
| Taux de conversions minimal         | 617,209   | 27.27 | 1,646,369 | 72.73  | 47,474          | 2,311,052 | 5,051,169 | 45.75           |              |              |                |                | Rejetée  |
| Source: Gouvernement Suisse 1, 2, 3 |           |       |           |        |                 |           |           |                 |              |              |                |                |          |

## Mois de septembre
Le 26 septembre 2010, un seul objet est soumis à la votation :
1. Un référendum portant sur la modification de la loi fédérale sur l’assurance-chômage obligatoire et l’indemnité en cas d’insolvabilité (loi sur l’assurance-chômage, LACI)
  - L’assurance-chômage est en déficit. À la fin du mois de juin, sa dette cumulée atteignait 7 milliards de francs. Le Conseil fédéral et le Parlement veulent rééquilibrer les comptes de l’AC en augmentant les recettes et diminuant les dépenses[2].

### Résultats
| LACI                          | 958,913 | 53.42 | 836,101 | 46.58 | 24,463 | 1,819,477 | 5,077,180 | 35.84 | Acceptée |
| Source: Gouvernement Suisse 1 |         |       |         |       |        |           |           |       |          |

## Mois de novembre
Le 28 novembre 2010, quatre objets sont soumis à la votation : une initiative populaire, le contre projet du gouvernement à cette initiative ainsi qu'une question subsidiaire, et une autre initiative populaire.
1. L'Initiative populaire « Pour le renvoi des étrangers criminels »
  - Cette initiative vise à modifier l'article 121 de la Constitution fédérale pour priver les étrangers, ayant été jugés coupables d'infractions graves ou d'avoir perçu abusivement des prestations des assurances sociales, de leur titre de séjour et de les interdire d'entrée sur le territoire suisse pour une période allant de 5 à 15 ans.
2. Un référendum portant sur l'expulsion et le renvoi des criminels étrangers dans le respect de la Constitution (contre-projet à l’initiative populaire « Pour le renvoi des étrangers criminels »)
  - Le contre-projet du Parlement va dans le sens de l’initiative mais se fonde sur la gravité de l’acte. Selon le gouvernement fédéral, il "respecte les droits fondamentaux et les principes de base de la Constitution de même que le droit international"[3].
3. Une question subsidiaire à ces deux projets
  - En cas de résultat positif aux deux objets précédents, est-ce l'initiative populaire ou le contre-projet qui doit entrer en vigueur[3] ?
4. L'Initiative populaire « Pour des impôts équitables. Stop aux abus de la concurrence fiscale »
  - Cette initiative vise à modifier l'article 129 de la Constitution fédérale pour fixer un plancher minimum de 22 % pour l'imposition cantonale des personnes physiques dont le revenu imposable dépasse 250 000 francs.

### Résultats[N 1]
| Question                            | Pour      | Pour  | Contre    | Contre | Invalide/ blanc | Total     | Inscrits  | Partici- pation | Cantons pour | Cantons pour | Cantons contre | Cantons contre | Résultat |
| Question                            | Votes     | %     | Votes     | %      | Invalide/ blanc | Total     | Inscrits  | Partici- pation | Entiers      | Demi         | Entiers        | Demi           | Résultat |
| ----------------------------------- | --------- | ----- | --------- | ------ | --------------- | --------- | --------- | --------------- | ------------ | ------------ | -------------- | -------------- | -------- |
| Renvoi des étrangers criminels      | 1,397,923 | 52,26 | 1,243,942 | 46,51  | 48,934          | 2,690,799 | 5.084.053 | 52,93           | 15           | 5            | 5              | 1              | Acceptée |
| Contre projet                       | 1,189,269 | 44,46 | 1,407,830 | 52.64  | 93,700          | 2,690,799 | 5.084.053 | 52,93           | 0            | 0            | 20             | 6              | Rejetée  |
| Initiative sur les impôts           | 1,073,229 | 41.54 | 1,510,589 | 58.46  | 78,292          | 2,662,110 | 5.084.053 | 52.36           | 3            | 1            | 17             | 5              | Rejetée  |
| Source: Gouvernement Suisse 1, 2, 3 |           |       |           |        |                 |           |           |                 |              |              |                |                |          |

L'initiative populaire ayant été acceptée et le contre projet refusé, le résultat de la question subsidiaire ci-dessous n'est pas pris en compte.
| Question subsidiaire          | Question subsidiaire | Question subsidiaire | Question subsidiaire | Question subsidiaire | Question subsidiaire |
| Choix                         | Votes                | %                    | Cantons              | Cantons              | Cantons              |
| Choix                         | Votes                | %                    | Entiers              | Demi                 | Total                |
| ----------------------------- | -------------------- | -------------------- | -------------------- | -------------------- | -------------------- |
| Initiative Populaire          | 1,252,761            | 46.84                | 13                   | 4                    | 15                   |
| Contre projet                 | 1,271,365            | 47.53                | 7                    | 2                    | 8                    |
| Blancs                        | 150,501              | 5.63                 | –                    | –                    | –                    |
| Invalides                     | 16,172               | –                    | –                    | –                    | –                    |
| Total                         | 2,690,799            | 100                  | 20                   | 3                    | 23                   |
| Inscrits/Participation        | 5.084.053            | 52.93                | –                    | –                    | –                    |
| Source: Gouvernement Suisse 1 |                      |                      |                      |                      |                      |